# フィナンシャル・タイムズ・グローバル500
フィナンシャル・タイムズ・グローバル500（Financial Times Global 500）は、フィナンシャル・タイムズが2015年まで発表していた、全世界上位500社の時価総額をランキングしたリスト。

## 概要
フィナンシャル・タイムズ・グローバル500では、各社のMarket Caps.（時価総額）、Turnover（売上）、Income（利益）、Assets（資産）の各財務データと、Employees（雇用者数）が掲載されており、時価総額に基づく年毎の総合ランキングに加えて、四半期毎の更新データ（有料）、アメリカ合衆国・大陸ヨーロッパ・イギリス・日本・新興国（中国等）に関しては個別に500社ランキングを掲載し、ランキング新入りの企業（Newcomers）や姿を消した企業（Departures）もリスト化されていた。なおフィナンシャル・タイムズ・グローバル500は、公式サイトで過去10年にさかのぼってランキングを見る事ができる（有料）。

## 過去のリスト
| フィナンシャル・タイムズ・グローバル500（上位10社、各年3月末日の時価総額に基づく順位） | フィナンシャル・タイムズ・グローバル500（上位10社、各年3月末日の時価総額に基づく順位） | フィナンシャル・タイムズ・グローバル500（上位10社、各年3月末日の時価総額に基づく順位） | フィナンシャル・タイムズ・グローバル500（上位10社、各年3月末日の時価総額に基づく順位） | フィナンシャル・タイムズ・グローバル500（上位10社、各年3月末日の時価総額に基づく順位） | フィナンシャル・タイムズ・グローバル500（上位10社、各年3月末日の時価総額に基づく順位） | フィナンシャル・タイムズ・グローバル500（上位10社、各年3月末日の時価総額に基づく順位） | フィナンシャル・タイムズ・グローバル500（上位10社、各年3月末日の時価総額に基づく順位） | フィナンシャル・タイムズ・グローバル500（上位10社、各年3月末日の時価総額に基づく順位） | フィナンシャル・タイムズ・グローバル500（上位10社、各年3月末日の時価総額に基づく順位） | フィナンシャル・タイムズ・グローバル500（上位10社、各年3月末日の時価総額に基づく順位） |
| 年                                                                                     | 1位                                                                                    | 2位                                                                                    | 3位                                                                                    | 4位                                                                                    | 5位                                                                                    | 6位                                                                                    | 7位                                                                                    | 8位                                                                                    | 9位                                                                                    | 10位                                                                                   |
| -------------------------------------------------------------------------------------- | -------------------------------------------------------------------------------------- | -------------------------------------------------------------------------------------- | -------------------------------------------------------------------------------------- | -------------------------------------------------------------------------------------- | -------------------------------------------------------------------------------------- | -------------------------------------------------------------------------------------- | -------------------------------------------------------------------------------------- | -------------------------------------------------------------------------------------- | -------------------------------------------------------------------------------------- | -------------------------------------------------------------------------------------- |
| 2015年                                                                                 | Apple                                                                                  | エクソンモービル                                                                       | マイクロソフト                                                                         | バークシャー・ハサウェイ                                                               | Google                                                                                 | 中国石油天然気集団                                                                     | ウェルズ・ファーゴ                                                                     | ジョンソン・エンド・ジョンソン                                                         | 中国工商銀行                                                                           | ノバルティス                                                                           |
| 2014年                                                                                 | アップル                                                                               | エクソンモービル                                                                       | マイクロソフト                                                                         | Google                                                                                 | バークシャー・ハサウェイ                                                               | ジョンソン・エンド・ジョンソン                                                         | ウェルズ・ファーゴ                                                                     | ゼネラル・エレクトリック                                                               | エフ・ホフマン・ラ・ロシュ                                                             | ウォルマート                                                                           |
| 2013年                                                                                 | アップル                                                                               | エクソンモービル                                                                       | バークシャー・ハサウェイ                                                               | 中国石油天然気集団                                                                     | ウォルマート                                                                           | ゼネラル・エレクトリック                                                               | マイクロソフト                                                                         | IBM                                                                                    | ネスレ                                                                                 | シェブロン                                                                             |
| 2012年                                                                                 | アップル                                                                               | エクソンモービル                                                                       | 中国石油天然気集団                                                                     | マイクロソフト                                                                         | IBM                                                                                    | 中国工商銀行                                                                           | ロイヤル・ダッチ・シェル                                                               | 中国移動通信                                                                           | ゼネラル・エレクトリック                                                               | シェブロン                                                                             |
| 2011年                                                                                 | エクソンモービル                                                                       | 中国石油天然気集団                                                                     | アップル                                                                               | 中国工商銀行                                                                           | ペトロブラス                                                                           | BHPビリトン                                                                            | 中国建設銀行                                                                           | ロイヤル・ダッチ・シェル                                                               | シェブロン                                                                             | マイクロソフト                                                                         |
| 2010年                                                                                 | 中国石油天然気集団                                                                     | エクソンモービル                                                                       | マイクロソフト                                                                         | 中国工商銀行                                                                           | アップル                                                                               | BHPビリトン                                                                            | ウォルマート                                                                           | バークシャー・ハサウェイ                                                               | ゼネラル・エレクトリック                                                               | 中国移動通信                                                                           |
| 2009年                                                                                 | エクソンモービル                                                                       | 中国石油天然気集団                                                                     | ウォルマート                                                                           | 中国工商銀行                                                                           | 中国移動通信                                                                           | マイクロソフト                                                                         | AT&T                                                                                   | ジョンソン・エンド・ジョンソン                                                         | ロイヤル・ダッチ・シェル                                                               | プロクター・アンド・ギャンブル                                                         |
| 2008年                                                                                 | エクソンモービル                                                                       | 中国石油天然気集団                                                                     | ゼネラル・エレクトリック                                                               | ガスプロム                                                                             | 中国移動通信                                                                           | 中国工商銀行                                                                           | マイクロソフト                                                                         | AT&T                                                                                   | ロイヤル・ダッチ・シェル                                                               | プロクター・アンド・ギャンブル                                                         |
| 2007年                                                                                 | エクソンモービル                                                                       | ゼネラル・エレクトリック                                                               | マイクロソフト                                                                         | シティグループ                                                                         | AT&T                                                                                   | ガスプロム                                                                             | トヨタ自動車                                                                           | バンク・オブ・アメリカ                                                                 | 中国工商銀行                                                                           | ロイヤル・ダッチ・シェル                                                               |
| 2006年                                                                                 | エクソンモービル                                                                       | ゼネラル・エレクトリック                                                               | マイクロソフト                                                                         | シティグループ                                                                         | BP                                                                                     | バンク・オブ・アメリカ                                                                 | ロイヤル・ダッチ・シェル                                                               | ウォルマート                                                                           | トヨタ自動車                                                                           | ガスプロム                                                                             |
| 2005年                                                                                 | ゼネラル・エレクトリック                                                               | エクソンモービル                                                                       | マイクロソフト                                                                         | シティグループ                                                                         | BP                                                                                     | ウォルマート                                                                           | ロイヤル・ダッチ・シェル                                                               | ジョンソン・エンド・ジョンソン                                                         | ファイザー                                                                             | バンク・オブ・アメリカ                                                                 |
| 2004年                                                                                 | ゼネラル・エレクトリック                                                               | マイクロソフト                                                                         | エクソンモービル                                                                       | ファイザー                                                                             | シティグループ                                                                         | ウォルマート                                                                           | アメリカン・インターナショナル・グループ                                               | インテル                                                                               | BP                                                                                     | HSBCホールディングス                                                                   |
| 2003年                                                                                 | マイクロソフト                                                                         | ゼネラル・エレクトリック                                                               | エクソンモービル                                                                       | ウォルマート                                                                           | ファイザー                                                                             | シティグループ                                                                         | ジョンソン・エンド・ジョンソン                                                         | ロイヤル・ダッチ・シェル                                                               | BP                                                                                     | IBM                                                                                    |
| 2002年                                                                                 | ゼネラル・エレクトリック                                                               | マイクロソフト                                                                         | エクソンモービル                                                                       | ウォルマート                                                                           | シティグループ                                                                         | ファイザー                                                                             | インテル                                                                               | BP                                                                                     | ジョンソン・エンド・ジョンソン                                                         | ロイヤル・ダッチ・シェル                                                               |
| 2001年                                                                                 | ゼネラル・エレクトリック                                                               | シスコシステムズ                                                                       | エクソンモービル                                                                       | ファイザー                                                                             | マイクロソフト                                                                         | ウォルマート                                                                           | シティグループ                                                                         | ボーダフォン・グループ                                                                 | インテル                                                                               | ロイヤル・ダッチ・シェル                                                               |
| 2000年                                                                                 | マイクロソフト                                                                         | ゼネラル・エレクトリック                                                               | NTTドコモ                                                                              | シスコシステムズ                                                                       | ウォルマート                                                                           | インテル                                                                               | 日本電信電話                                                                           | エクソンモービル                                                                       | ルーセント・テクノロジー                                                               | ドイツテレコム                                                                         |

## 類似のランキングやリスト
- フォーチュン・グローバル500（世界の企業の収益（Revenue）をランキングしたリスト）
- フォーチュン500（アメリカ企業の収益をランキングしたリスト）
- フォーブス・グローバル2000（世界の公開会社の上位2000社のランキングリスト。順位は売上高（Sales）、利益（Profits）、資産（Assets）、市場価値（Market Value）の4つの要因に基づいて決められる。）
- インターブランド・ベスト・グローバル・ブランド・リスト（世界の企業のトップブランド・ベスト100を決めるリスト。インターブランドが集計し発表したものをビジネスウィーク誌も発表する。）
- ビジネスウィーク・トップブランド・ベスト100（世界の企業のトップブランド・ベスト100を決めるリスト。インターブランドが集計し発表したものをビジネスウィーク誌も発表する。）
- ビジネスウィーク・革新的な企業ランキング（世界の革新的な企業をランキングしたリスト）
- 半導体メーカー売上高ランキング（世界の半導体メーカーをランキングしたリスト）
- 半導体・製造装置メーカー売上高ランキング（世界の半導体製造装置メーカーの売上高をランキングしたリスト）
- 世界の軍事企業の売上高ランキング（世界の軍事企業の売上高をランキングしたリスト）